# 軍事指揮官の一覧
軍事指揮官の一覧（ぐんじしきかんのいちらん）は、歴史上の軍事指揮官の一覧。軍事指揮官とは、単なる軍人ではなく、一定数以上の兵員によって構成される部隊を率いた軍人をさす。また、部隊を直接指揮しなくとも参謀や軍師のように間接的に指揮した人物も含む。軍事指揮官のうち、多大な功績を立てたものは名将と呼ばれ、致命的な損失を招いたものは愚将と呼ばれる。将才に準じて、猛将、智将、勇将、謀将、良将等の呼称をされる場合もある。
特定の時代に関する人物については関連項目を参照。

## 紀元前
- ナルメル - エジプト初期王朝時代のファラオである。軍を前線に率い、上下エジプトを統一し、エジプト第1王朝を創設したとされている。
- 婦好 - 中国史に登場する最初の女性軍事家。
- 呂尚 - 周の軍師で建国の功臣の一人。
- トトメス3世 - 古代エジプトのファラオ。「エジプトのナポレオン」と呼ばれることも多い。
- サルゴン (アッカド王) - 古代メソポタミアの王。アッカド帝国を建国した、彼は「上の海（地中海）から下の海（ペルシア湾）までを征服した王」と記録される。
- ナラム・シン - 祖父のサルゴンと並んで、アッカド帝国史上最も有名な王であり、大規模な遠征を繰り返しアッカド帝国の最大版図を築いたが、またメソポタミア史上初めて自らを神とした王でもある。
- ラムセス2世 - エジプト新王国第19王朝のファラオである。積極的な外征を行い、ヌビアやリビュア、そしてアジアなどにおいてエジプト新王国の勢力圏を延ばした。
- ハンムラビ - メソポタミアに勢力を拡大しバビロニア帝国の初代王となる。
- センナケリブ - 新アッシリア帝国の王である。全てのアッシリアの王たちの中でも最も有名な王である。彼はアッシリア王たちの中で最も強力かつ広大な版図を統治した王の1人であったが、軍事遠征を積極的に行い、エルサレム包囲戦でも有名。
- アッシュールバニパル - 新アッシリア時代のアッシリア王。彼は各地に遠征を行ってアッシリアの支配地を拡大した。
- ネブカドネザル2世 - 新バビロニア王国の2代目の王である。紀元前606年から605年にエジプト軍に撃退されると、また彼にまつわる伝説として、彼がバビロンの空中庭園を造営したというものがある。
- キュアクサレス2世 - メディア王国の王。アッシリア帝国を滅ぼし、スキタイ人による支配からメディアを解放した。
- メディアのハルパゴス - メディア王国およびアケメネス朝ペルシア王国の将軍である。彼はメディアに反旗を翻したキュロス2世に協力し、メディアを滅ぼした。
- キュロス2世 - アケメネス朝ペルシアの初代国王。古代エジプトを除く全ての古代オリエント諸国を統一して空前の大帝国を建設した。現代のイラン人は、キュロスをイランの建国者と称えている。
- トミュリス - マッサゲタイ族の女王。ペルシアの王キュロス2世率いるペルシア軍を破り、キュロスを殺害した。
- ダレイオス1世 - ペルシア王。アケメネス朝の最盛期を築く。
- クセルクセス1世 - ペルシア王。ペルシア戦争を本格化させる。
- レオニダス1世 - ペルシア戦争のスパルタ軍司令官。テルモピレーの戦いで奮戦するも敗死。
- テミストクレス - ペルシア戦争のアテナイ軍司令官。サラミスの海戦で勝利。
- 士会 - 晋の将軍、政治家。史記・春秋左氏伝などに度々登場する。
- 司馬穰苴 - 斉の将軍。兵法書『司馬法』の著者。
- 伍子胥 - 呉の将軍、政治家。祖国楚に対する復讐で知られる。
- 孫武 - 呉の将軍。兵法書『孫子』の著者。
- 范蠡 - 越の将軍、政治家。越の王勾践を補佐し、呉を滅ぼした。
- エパメイノンダス - テーバイの将軍。レウクトラの戦いで斜線陣を用いて勝利。
- 呉起 - 魏・楚の将軍。兵法書『呉子』の著者。
- 孫臏 - 斉の将軍。兵法書『孫臏兵法』の著者。桂陵の戦い、馬陵の戦いで魏軍を破り、戦国時代において斉を全盛期に導く。
- 楽毅 - 燕の将軍。五ヶ国連合軍を率いて斉を攻める。戦国時代中期、秦と並び当時最強国であった斉を滅亡寸前にまで追い込んだ名将。
- 田単 - 斉の将軍。楽毅率いる連合軍に奪われた城市を全て奪還する。もとは下役人。
- ピリッポス2世 - マケドニア王。カイロネイアの戦いで勝利し、ギリシアを支配下に置く。
- アレクサンドロス大王 - マケドニア王。東征によって大帝国を築く。その生涯で無敗を貫いた。
- ダレイオス3世 - 最後のペルシア王。アレクサンドロスに敗れる。
- ピュロス - エペイロス王。ローマに勝利するも、多大な損害を出し、ピュロスの勝利（割に合わない勝利）の語源となった。
- アンティゴノス1世 - 古代マケドニアのアレクサンドロス3世に仕えた将軍。その死後は後継者（ディアドコイ）の一人となり、アンティゴノス朝を開き初代の王となった。
- カウティリヤ - 古代インドのマガダ国マウリヤ朝初代チャンドラグプタ王の宰相であり軍師であった人物。近現代には「インドのマキャヴェリ」と評されている。
- アショーカ王 - 古代インドにあって仏教を守護した大王として知られる。漢訳音写では阿育王と書かれる。インド亜大陸をほぼ統一した。
- 廉頗 - 趙の将軍。藺相如とともに秦の侵攻を防ぐ。
- 趙奢 - 趙の将軍。もとは徴税官。閼与の戦いで秦を破る。
- 白起 - 秦の将軍。楚の首都郢を占領し、長平の戦いで趙に勝利。生涯で百万の敵兵を殲滅し、七十の城を陥落させた世界軍事史上稀にみる名将。
- 李牧 - 趙の将軍。匈奴の攻撃を防ぎ、秦の侵攻を阻止した。
- 始皇帝 - 秦の皇帝。秦王朝の最大版図を築いた。長城を築いた。
- 王翦 - 秦の将軍。始皇帝の天下統一に貢献した。
- ハミルカル・バルカ - カルタゴの将軍。第一次ポエニ戦争で戦い、その後イベリア半島を征服する。
- ハンニバル - カルタゴの将軍。第二次ポエニ戦争を開始し、歴史上初めて軍勢を率いてのアルプス越えを敢行した。カンナエの戦いでは戦史上に巨大な足跡を残す大勝を収めるも、ザマの戦いで大スキピオに敗れた名将。
- クィントゥス・ファビウス・マクシムス - ローマの将軍。第二次ポエニ戦争で持久戦略をとり、カルタゴ軍の消耗を誘った。ローマの盾と称された。
- マルクス・クラウディウス・マルケッルス - ローマの将軍。第二次ポエニ戦争でハンニバルの攻勢を防いだ。ローマの剣と称された。
- 大スキピオ - ローマの将軍。ザマの戦いでハンニバルに勝利し、第二次ポエニ戦争を終結させた。彼がザマの戦いに勝利した年は、韓信が垓下の戦いで項羽に勝利した年と同じ紀元前202年。
- 小スキピオ - ローマの将軍。第三次ポエニ戦争で、カルタゴを征服した。
- 章邯 - 秦の将軍。陳勝・呉広の乱に始まる数々の秦に対する反乱を鎮圧するも、項羽に敗れて一諸侯に命ぜられ、最終的には劉邦の家臣の韓信に滅ぼされた。
- 項羽 - 秦を滅ぼし、西楚の覇王を自称。その後、劉邦と楚漢戦争を行い、垓下の戦いで劉邦の家臣の韓信に敗れた。
- 張良 - 前漢の将軍。劉邦の軍師。蕭何・韓信と共に漢の三傑とされる。
- 韓信 - 前漢の将軍。漢の建国に多大な功績を立てるも謀殺された。彼が垓下の戦いで項羽に勝利した年は、大スキピオがザマの戦いでハンニバルに勝利した年と同じ紀元前202年。国士無双の語源となった。
- 冒頓単于 - 匈奴の単于。白登山の戦いで中国再統一を果たした漢を破った。以後、武帝が登場するまで漢を属国扱いし、東アジアに覇を唱えた。
- 李広 - 前漢の将軍。匈奴との戦いで功績を立て飛将軍と呼ばれた。
- 衛青 - 前漢の将軍。匈奴との戦いで功績を立てる。
- 霍去病 - 前漢の将軍。匈奴との戦いで勝利を重ねた。
- ガイウス・マリウス - ローマの将軍・政治家。ローマ軍の軍制改革に成功し、ユグルタ戦争に勝利。
- ルキウス・コルネリウス・スッラ - ローマの将軍・政治家。第一次ミトリダテス戦争に勝利。その後、終身独裁官に就任する。
- ルキウス・アエミリウス・パウッルス・マケドニクス - 共和政ローマの軍人・政治家。第二次ポエニ戦争後、主に東方マケドニア王国の戦いで活躍をした。
- ガイウス・ユリウス・カエサル - ローマの将軍・政治家。ガリアを征服し、終身独裁官となって帝政の基礎を築いた。
- ウェルキンゲトリクス - ガリア人の指導者。カエサルと戦うも、アレシアの戦いに敗れて降伏した。
- ポンペイウス - ローマの将軍。ローマ東方の支配を確立するが、ファルサロスの戦いでカエサルに敗れた。
- マルクス・ウィプサニウス・アグリッパ - ローマの将軍。アウグストゥスに仕え、軍事面で全権を担った。

## 紀元1年 - 1000年
- トラヤヌス - ローマ皇帝。五賢帝の一人。ローマ帝国の最大版図を築いた。
- ハドリアヌス - ローマ皇帝。五賢帝の一人。帝国の防衛線の再構築に成功。ハドリアヌスの長城を築いた。
- コンスタンティヌス1世 - 複数の皇帝によって分割されていた帝国を再統一し、元老院からマクシムス（Maximus、偉大な/大帝）の称号を与えられた。その後のキリスト教の発展と拡大に重大な影響を与えた。
- コンモドゥス - ローマ皇帝コンスタンティヌス1世。蛮族とドナウ川沿いでの領土線を確定して戦争を終結させる。また自身がヘラクレスの化身であると主張するようになった。
- 劉秀 - 後漢の光武帝。新末後漢初の動乱において劉玄（更始帝）の緑林軍の部将として昆陽の戦いで新軍を破り、新の王莽を滅亡に導く。後に更始政権からも独立し、小地方政権から十数年で中国を統一した。
- 岑彭 - 後漢の将軍。光武帝に仕えて建国に貢献。初めて長江流域における水軍利用の有用性を示した。
- 馬援 - 後漢の将軍。光武帝に仕えて建国に貢献。各地の反乱鎮圧に成功した。対ベトナム戦争の勝利でも知られる。
- 徴姉妹 - 1世紀の交阯郡(現在のベトナム北部など）で起こった反乱（ハイ・バ・チュンの反乱）の首謀者。
- 班超 - 後漢の将軍。後漢の西方への拡大に貢献し、西域都護として同地を保持した。
- 張角 - 道教の一派である太平道の創始者。黄老を奉じて、太平道を率い黄巾の乱を引き起こした。
- 董卓 - 後漢の将軍・政治家。何進と十常侍との争いに乗じて中原へ進出、相国となって暴政を振るった。
- 呂布 - 後漢の将軍。当代最強と謳われるも、部下に裏切られ曹操に殺された。
- 袁紹 - 後漢の将軍・政治家。反董卓連合軍の総大将となり、董卓の打倒に貢献。その後、河北を制するも、官渡の戦いで曹操に敗れた。
- 曹操 - 魏の武帝。後漢の混乱の中で頭角を現し、中原を支配。魏の基礎を築いた。
- 司馬懿 - 魏の軍師。曹氏四代に仕え、晋王朝の土台を築いた。
- 張遼 - 魏の将軍。合肥の戦いでは、楽進・李典とともに数千人の兵で孫権軍10万を破る。
- 孫堅 - 後漢の将軍・政治家。反董卓連合軍に加わり、董卓軍に勝利し、董卓を洛陽から追放した。
- 周瑜 - 呉の将軍。赤壁の戦いで曹操を破った。
- 陸遜 - 呉の将軍。夷陵の戦いで劉備を破った。
- 太史慈 - 呉の将軍。元劉繇配下だったが、後に孫策に仕えた。
- 劉備 - 蜀（蜀漢）の昭烈帝。将軍として転戦し頭角を現し、後に荊州・益州を制圧し、三国時代の一角を担った。
- 関羽 - 蜀（蜀漢）の将軍。武勇に優れ、猛将の顔良を自ら討ち取った。その見事な髯から「美髯公」と呼ばれた。
- 張飛 - 蜀（蜀漢）の将軍。「兵1万に匹敵する」と評された。長坂の戦いでは、ただ20騎で曹操軍の追撃を防いだ。
- 趙雲 - 蜀（蜀漢）の将軍。
- 諸葛亮 - 蜀（蜀漢）の軍師。劉備の死後、南中を制圧。その後、北伐に挑むも果たせずに五丈原の戦いで病死した。
- 羊祜 - 魏・西晋の将軍。
- 司馬駿 - 魏・西晋の将軍。
- 杜預 - 西晋の将軍。呉を滅亡させた。
- 王濬 - 西晋の将軍。呉を滅亡させた。
- アッティラ - フン族の王。中央アジアからヨーロッパに至る広大な版図を支配した。
- テオドリック - 東ローマ帝国の軍人および政治家。ローマ帝国の副帝としてローマ帝国の西半分を統治した。また、49イタリア王の称号を認められ、東ゴート王国を成立させた。しばしばテオドリック大王と呼ばれる。
- アエティウス - 西ローマ帝国の将軍。451年にカタラウヌムの戦いにおいてアッティラ率いるフン族を撃退した。彼のライバルだったボニファティウスとともに、アエティウスは「最後のローマ人 」としばしば呼ばれている。
- ユスティニアヌス1世 - 東ローマ帝国ユスティニアヌス王朝の第2代皇帝。後世「大帝」とも呼ばれたように、古代末期における最も重要な人物の一人である。彼の最も華々しい業績は5世紀に帝国の支配から離れた西部地中海海盆の広大な土地を回復したことである。
- ベリサリウス - 東ローマ帝国の将軍。ユスティニアヌス1世に仕え、サーサーン朝ペルシア、ヴァンダル王国、東ゴート王国との戦争に勝利した。
- ナルセス - 東ローマ帝国の将軍。ベリサリウスの後継となり、東ゴート王国を征服した。
- 祖逖 - 東晋の将軍。
- 陶侃 - 東晋の将軍。国内の造反軍鎮圧に尽力。詩人陶淵明の曾祖父。
- 謝玄 - 東晋の将軍。淝水の戦いで前秦軍を破る。
- 王猛 - 前秦の軍師。
- 鄧羌 - 前秦の武将。
- 檀道済 - 南朝宋の将軍。武帝に仕え、北伐を行った。
- 物部麁鹿火 - 日本（大和）の将軍。継体朝期に九州で起こった磐井の乱を鎮圧した。
- 楊大眼 - 北魏の武将。
- 陳慶之 - 南朝梁の将軍。武帝に仕え、洛陽を陥落させた。
- 爾朱栄 - 北魏の権臣。
- 高歓 - 東魏の権臣。北斉の基礎を築いた。
- 斛律光 - 北斉の将軍。
- 高長恭 - 北斉の皇族。勇猛な武将でありながら美貌の持ち主であり。
- 韋孝寛 - 北周の将軍。
- 賀若弼 - 隋の将軍。
- 韓擒虎 - 隋の将軍。
- アリー・イブン・アビー・ターリブ- イスラーム教の第4代正統カリフ。彼はバドルの戦い、ウフドの戦い、ハンダクの戦いで次々に敵側の名高い勇士を倒し、ハイバルの戦いではイスラーム軍の誰も陥すことができなかったハイバル砦を陥落させるなど、イスラム最大の英雄。
- ハーリド・イブン・アル＝ワリード - イスラム帝国の将軍。「アッラーの剣」と呼ばれる。
- 李世民 - 唐の太宗。高祖李淵を助けて天下を統一した。
- 李勣 - 唐の将軍。天下統一に貢献、高句麗の征服（唐の高句麗出兵）も成し遂げた。
- 李靖 - 唐の将軍。李勣とともに突厥征伐などで功を挙げる。太宗との対話を記録した兵法書『李衛公問対』で有名。
- 尉遅敬徳 - 唐の将軍。後世には『捜神広記』を基に秦叔宝とともに門神として信仰された。
- 秦叔宝 - 姓は秦で、名は瓊。唐の将軍。後世には尉遅敬徳とともに門神として信仰された。
- 羅士信 - 唐の将軍。
- 蘇定方 - 唐の将軍。
- 薛仁貴 - 唐の将軍。
- 大野東人 - 最初の鎮守府将軍と目される、対蝦夷政策で活躍、多賀城を築いた。また持節大将軍として藤原広嗣の乱を鎮圧した。
- 郭子儀 - 唐の将軍。安史の乱を鎮圧した。中国では史上最高の名将とも評価される。
- 金庾信 - 朝鮮の三国時代の新羅の将軍。上大等。新羅の朝鮮半島統一に最大級の貢献をした。
- 王建(高麗王) - 高麗の後継者を自称して国号を高麗と定め、高麗王朝が400年以上の長きにわたって続い基礎を築き上げた偉大なる王。
- 坂上田村麻呂 - 史上初めて征夷大将軍と鎮守府将軍を兼ねた人物。胆沢城を築き、蝦夷の征服に成功。また、薬子の変において嵯峨天皇の勝利に貢献した。
- アテルイ - 蝦夷の指導者。朝廷軍と戦うも、坂上田村麻呂に敗れて降伏、処刑された。
- カール・マルテル - メロヴィング朝フランク王国の宮宰。トゥール・ポワティエ間の戦いで勝利し、ウマイヤ朝の北進を防いだ。
- カール大帝 - カロリング朝フランク王。ドイツ、ランゴバルドを征服し、西ヨーロッパの大半を支配下に置いた。
- ハールーン・アッ＝ラシード - アッバース朝第5代カリフ。その治世はアッバース朝の最盛期にあたり、『千夜一夜物語』などで全盛期のアッバース朝に君臨した偉大なる帝王として語り継がれている。また、小アジアに侵入し、カール大帝と協約を結び、王朝の黄金時代を築いた。
- アルフォンソ2世 (アストゥリアス王) - アストゥリアス王。カール大帝と相互に交流があったことが知られる。825年にはナロンとアンセオでイスラム教徒軍を破った。
- リューリク - ノヴゴロドを建設したとされる、ルーシの最初の首長である。
- 小野春風 - 平安時代の武官。元慶の乱において対話を重視し乱を治めた、また対馬守として新羅海賊問題に取り組んだ。
- 平将門 - 平安時代の武将。平将門の乱を起こして関東を支配下に置き、新皇を自称した。
- 藤原秀郷 - 平安時代の武将。平将門の乱を鎮圧する。通称は俵藤太。
- トミスラヴ (クロアチア王) - 史上最初のクロアチア国家の建国者である。第一次ブルガリア帝国と敵対し、東ローマ帝国と同盟を締結する。

## 1000年 - 1500年
- ウラジーミル1世 - リューリク朝、キエフ大公国のキエフ大公。「聖公」、「赤日」とも呼ばれる。
- バシレイオス2世 - 東ローマ帝国マケドニア王朝の皇帝。禁欲的な軍人皇帝として活躍し、周辺地域を征服。東ローマ帝国の最盛期を現出した。
- 源義家 - 平安時代の武将。前九年の役、後三年の役で活躍。通称は八幡太郎。
- ウィリアム1世 (イングランド王) イギリスではウィリアム征服王（William the Conqueror）の名で呼ばれることの方が多い。ノルマン朝を開いて現在のイギリス王室の開祖となった。
- エル・シッド - カスティーリャ王国の将軍。傭兵隊長。バレンシアの征服に成功した。
- ゴドフロワ・ド・ブイヨン - 第1回十字軍の指導者の一人。エルサレムの初代聖墓守護者となる。
- ボエモン1世 (アンティオキア公) - 第1回十字軍の指導者の一人。後にアンティオキア公。
- 平清盛 - 平安時代の武将、政治家。保元の乱、平治の乱で功績を立てる。太政大臣まで昇進し、平氏の全盛期を築いた。
- 平知盛 - 平安時代の武将。治承・寿永の乱では平氏軍を率いて戦うも、壇ノ浦の戦いで戦死。
- 源義経 - 平安時代の武将。治承・寿永の乱では源範頼とともに平氏軍を追い詰め、壇ノ浦の戦いで勝利。
- 樋口兼光 - 平安時代の武将。義仲四天王の一人。
- 巴御前 - 平安時代末期の信濃国の女性。『平家物語』によれば源義仲に仕える女武者。
- ヌールッディーン - ザンギー朝の君主。十字軍やエジプトと戦った。
- サラディン - アイユーブ朝の祖。ヌールッディーンのもとでエジプト征服を成し遂げ、その後独立。エルサレム王国や十字軍と戦い、エルサレムを奪還した。
- リチャード1世 - 第3回十字軍に参加してサラディンと戦った。獅子心王と呼ばれる。
- フィリップ2世 - 第3回十字軍に参加してイスラム軍と戦った。フランス最初の偉大な王と評価され、尊厳王（オーギュスト、Auguste）と呼ばれた。
- フリードリヒ1世 - 第3回十字軍の総司令として出征。後世では英雄とされた勇猛な皇帝で、赤髭王（バルバロッサ、Barbarossa）と呼ばれた。
- チンギス・カン - モンゴル帝国の祖。中央アジアから東アジア、東ヨーロッパに至る広大な大帝国を建国した。
- ジョチ - チンギス・ハーンの長男。ジョチ・ウルスの祖。モンゴル統一、金遠征、西方遠征で貢献した。
- チャガタイ - チンギス・ハーンの次男。チャガタイ・ハン国の祖。モンゴル統一、金遠征、西方遠征で貢献した。
- トルイ - チンギス・ハーンの四男。金遠征、西方遠征で貢献した。
- バトゥ - ジョチの子で、ジョチ・ウルスの実質的な創設者。総司令官としてヨーロッパへ遠征した。
- スブタイ - モンゴルの将軍。諸戦役に従軍して大功を立てた。
- 岳飛 - 南宋の将軍。岳家軍を率いて北伐を行い、金の首都開封まで迫った。
- 韓世忠 - 南宋の将軍。岳飛らと金の南進に抵抗した。
- 宗沢 - 南宋の将軍。
- 完顔陳和尚 - 金の将軍。南宋、モンゴルと戦った。
- クビライ - 元の世祖。南宋、高麗を征服し、日本、ベトナム、チャンパへも遠征した。
- バヤン - モンゴルの将軍。南宋を滅亡させた。
- 孟珙 - 南宋の将軍。モンゴルと協力して金を滅ぼし、モンゴルの攻勢が始まると防衛線を再編して国境を守り抜いた。
- 呂文煥 - 南宋の将軍。襄陽・樊城を長年にわたって守備し、モンゴル軍の攻勢をしのいだ。
- 張世傑 - 南宋の将軍。元軍と戦い、海上に逃れるも、船が沈没して亡くなった。
- 陳興道 - ベトナム陳朝の将軍。数度にわたるモンゴル軍の侵攻をことごとく撃破した。
- バイバルス - 十字軍やモンゴルに対して勝利した。マムルーク朝の第5代のスルタンとなる。
- アレクサンドル・ネフスキー - ノヴゴロド大公、ウラジミール大公。チュド湖上の戦いでドイツ騎士団を破った。またネヴァ河畔の戦いでスウェーデンを破った（北方十字軍）。
- エドワード黒太子 - イングランド王太子。百年戦争序盤の主導権を握り、クレシーの戦い、ポワティエの戦いで勝利した。
- ベルトラン・デュ・ゲクラン - フランスの将軍。シャルル5世に仕え、百年戦争でイングランド軍と戦った。百年戦争初期に大活躍してフランスの劣勢を挽回した。
- マリク・カーフール - 北インドのデリー・スルターン朝、ハルジー朝の武将で宦官。インド南部の遠征などで多大な功績を挙げて、ヒンドゥー教から改宗者らの中でも最も頭角を現した。
- 楠木正成 - 鎌倉時代最末期から建武の新政期にかけての武将。千早城の戦いで鎌倉幕府軍を翻弄する。湊川の戦いで戦死した。
- 新田義貞 - 鎌倉時代最末期から南北朝時代にかけての武将。鎌倉に侵攻し、鎌倉幕府を滅亡させる。
- 北畠顕家 - 南北朝時代の武将、公卿。驚異的な速度で奥州から畿内へ進軍し、足利方を打ち破った。
- 足利尊氏 - 室町幕府の初代征夷大将軍。湊川の戦いで楠木正成を戦死させた。
- 足利直義 - 南北朝時代の武将。打出浜の戦いで高師直・高師泰を討ち取った。
- 懐良親王 - 南北朝時代の武将、皇族。最盛期は九州をほぼ制圧し、明から「日本国王」に冊封された。
- 楠木正儀 - 南北朝時代の武将、公卿。日本の首都を五回征服した。
- 朱元璋 - 明の太祖。紅巾軍を率いて、張士誠や陳友諒を破って天下を統一する。
- 劉基 - 明の軍師。朱元璋の天下統一に多大な貢献をする。
- 徐達 - 明の将軍。元の首都大都を制圧し、モンゴルは軍を北方へ追った。
- 永楽帝 - 明の成祖。即位前は北部国境を防備。靖難の変によって即位した後は、積極的に外征を行い、諸方を服属させた。
- 唐賽児 - 明初の1420年，山東に起こった農民反乱の女性指導者。生没年不明。妖書宝剣を入手し，未来を予言したり，衣服，財物を意のままにもたらすなどの術をもって教えを広めたので，数万の農民が従った。
- ティムール - ティムール朝の祖。中央アジア、インド、中東に至る帝国を築き上げた。
- モクテスマ1世 - テノチティトランの第5代トラトアニであり、アステカの大王。さかんに外征を行ってアステカが強力な軍事国家として繁栄するための基礎を築いた。
- パチャクテク - 南米史で最大勢力だったインカ帝国の9代サパ・インカ（皇帝）。近隣諸国への征服事業に乗り出し、広大な版図を手中に収めた。
- ジャック・ド・モレー - 第23代目テンプル騎士団総長にして、最後の総長であった人物。テンプル騎士団初代総長ユーグ・ド・パイアンと同等に著名。
- ジャンヌ・ダルク - フランスの女将軍、聖女。オルレアンの解放に成功し、オルレアンの乙女と称えられた。
- ラ・イル - フランスの軍人。百年戦争後期で活躍した人物で、ジャンヌ・ダルクの戦友であったことでも知られる。
- ジル・ド・レ - 百年戦争期フランスの貴族・軍人。ブルターニュ地方ナントの貴族、レ（Rais、地名）男爵。フランス元帥。
- アルテュール3世 (ブルターニュ公) - 中世フランスの貴族・軍人。百年戦争後半にフランス王軍司令官（fr）として活躍した。
- ヤン・ジシュカ - フス戦争の軍事的指導者。火器と荷車を組み合わせた戦車を考案した。
- フニャディ・ヤーノシュ - ハンガリーの将軍、政治家。オスマン帝国と戦った。
- メフメト2世 - オスマン帝国の君主（スルタン）。コンスタンティノープルを陥落させた。征服帝と呼ばれる。
- ヴラド・ツェペシュ - ワラキア公国の君主。オスマン帝国と対立した。
- スカンデルベグ - 中世アルバニアの君主であり、同時代のハンガリーのフニャディ・ヤーノシュ、ワラキアのヴラド・ツェペシュと並んで、オスマン帝国のヨーロッパへの拡大を遅らせた英雄と見なされる。
- コンスタンティノス11世パレオロゴス - 東ローマ帝国最後の皇帝。メフメト２世の侵攻に対し壮絶な戦死を遂げた。
- 細川勝元 - 室町時代の武将。応仁の乱を引き起こし、東軍を率いた。
- 山名宗全 - 室町時代の武将。応仁の乱を引き起こし、西軍を率いた。

## 1500年 - 1700年
- ゴンサロ・フェルナンデス・デ・コルドバ - スペインの将軍。チェリニョーラの戦いでフランス軍を破る。
- イスマーイール1世 - 僅か10歳にして教団を率い、14歳で王となった。イランのサファヴィー朝の建国者。
- スレイマン1世 - オスマン帝国の君主。ハンガリー、イラク、アゼルバイジャンを征服し、最大版図を築いた。
- バルバロス・ハイレッディン - オスマン帝国の提督。プレヴェザの海戦でスペイン海軍を破った。
- ピエール・デュ・テライユ (英語版) - フランスの騎兵指揮官。封地によって「バイヤール卿（de Bayard）」と呼ばれている。勇敢さと武徳を兼ね備えていることから、フランスとスペインの戦争では、ガリアーノで一人で川の橋を守り、千単位のスペイン兵を破った。
- アンドレア・ドーリア - ジェノヴァ共和国出身、スペイン帝国の軍人、コンドッティエーレ。オスマン帝国と戦い、プレヴェザの海戦で敗れるも、80歳を超えてなお海賊駆逐のために現役として活躍した。
- エルナン・コルテス - スペインのコンキスタドール。メキシコ高原にあったアステカ帝国を征服した。
- クアウテモック - アステカの第11代の皇帝。エルナン・コルテスと戦った第9代の君主モクテスマ2世の従兄弟にあたる。
- 北条早雲 - 戦国大名。最初の戦国大名として名高い。本名は伊勢盛時で後北条氏の祖となった。
- 毛利元就 - 戦国大名。戦国時代の名将の一人。稀代の策略家。厳島の戦いでは6倍の兵力の相手を撃破。
- 尼子経久 - 北条早雲、毛利元就と並び称される謀略の達人で、謀聖、謀将といわれている。
- 上杉謙信 - 戦国大名。関東管領。戦国時代屈指の戦上手と称えられる武将である。川中島の戦いで5回に渡り武田信玄と争ったが、決着はつかなかった。
- 武田信玄 - 戦国大名。外征を重ね甲信地方に覇を唱えた。上杉謙信と並んで戦国屈指の強さを誇ったと伝わる。風林火山の旗印が有名。
- 北条氏康 - 戦国大名。北条早雲の孫。河越城の戦いで8倍の戦力差を覆し、関東の旧支配勢力を滅ぼす。高度な政治体制を整え、相模の国主として君臨し、関東南西部の覇権を確立した。自身の直接指揮した戦いでは、生涯無敗。
- 織田信長 - 戦国大名。天下布武を旗印に畿内や東海甲信を制圧。中国地方東部や北陸西部も支配下に収め、実質的な天下人となった。
- 豊臣秀吉 - 関白。織田信長の死後、日本中の大名を傘下に入れて天下を統一した。
- 長宗我部元親 - 土佐の戦国大名。1585年に四国全土を統一し、土佐の出来人と呼ばれた。
- 徳川家康 - 江戸幕府の初代征夷大将軍。関ヶ原の戦い、大坂の陣に勝利して天下を統一した。
- 島津義弘 - 安土桃山時代の大名。文禄・慶長の役で活躍し、鬼石曼子と呼ばれた。
- 加藤清正 - 安土桃山時代の大名。豊臣家家臣。初代熊本藩主。賤ヶ岳の戦い、文禄・慶長の役で活躍した。
- 石田三成　- 安土桃山時代の武将。豊臣家家臣。関ヶ原の戦いで実質的な西軍司令官となり、徳川家康に敗れ処刑された。
- 真田信繁（幸村） - 安土桃山時代の武将。大坂の陣で奮戦し、真田日本一の兵と称えられた。
- 伊達政宗 - 戦国大名。摺上原の戦いで蘆名・佐竹連合軍を破り、24歳にして奥州に覇を唱えた。
- 立花宗茂 -　安土桃山時代の武将。参加した戦いはほぼ無敗であった。筑後柳河藩の初代藩主。
- 井伊直孝　-彦根藩主。徳川家家臣。「赤鬼」井伊直政の次男。
- 李舜臣 - 李氏朝鮮の将軍。文禄・慶長の役で日本軍と戦う。勝利を重ねるも、露梁海戦で戦死した。
- マウリッツ - オランダ総督。オランダ軍の軍制改革に成功し、八十年戦争の前半を支えた。
- アンブロジオ・スピノラ - ロス・バルバセス侯爵。ジェノバ出身の傭兵隊長で、1604年から1628年までフランドル駐留のスペイン軍を指揮し、マウリッツと互角の勝負を展開した。
- フランシス・ドレーク - イングランドの提督。アルマダ海戦でスペイン海軍を破る。
- スタニスワフ・コニェツポルスキ - ポーランド・リトアニア共和国の軍人・ヘトマン。クリミア・タタール、コサック、オスマン帝国を撃退した他、北方の獅子グスタフ・アドルフを唯一撃破した名将。
- オリバー・クロムウェル - イングランドの軍人、政治家。護国卿。鉄騎隊を率いて議会軍の副司令官となり、長老派を打倒して共和国を成立させた。
- ティリー伯ヨハン・セルクラエス - バイエルンの将軍。三十年戦争序盤の主導権を握るも、ブライテンフェルトの戦いでグスタフ2世アドルフに敗れる。
- グスタフ2世アドルフ - スウェーデン王。軍制改革を成し遂げ、三十年戦争に介入してバルト帝国の基礎を築く。
- アルブレヒト・フォン・ヴァレンシュタイン - 神聖ローマ皇帝軍の将軍。傭兵隊長。三十年戦争で活躍。リュッツェンの戦いでグスタフ・アドルフを戦死させるも敗北した。
- ルイ2世 - フランスの将軍。ロクロワの戦いでスペイン軍を撃破した。通称、大コンデ。
- テュレンヌ - フランスの将軍 - 三十年戦争、ネーデルラント継承戦争等で活躍。
- トルステンソン - スウェーデンの将軍、三十年戦争、トルステンソン戦争で活躍。
- カール10世 - スウェーデン王。北方戦争を起こしスウェーデンの最盛期を築くも自身は病死した。
- 戚継光 - 明の将軍。戚家軍を率いて倭寇の討伐に成功。ついで北方の防備を固めた。
- ヌルハチ - 後金の太祖。女真の糾合に成功し、サルフの戦いで明軍を破った。
- 袁崇煥 - 明の将軍。寧遠城を守備し、紅夷砲を用いて後金軍を破った。
- 鄭成功 - 明の軍人、政治家。日本名は田川福松。様々な功績から隆武帝は明の国姓である「朱」と称することを許したことから国姓爺（こくせんや）とも呼ばれていた。
- 洪承疇 - 明末の武将である。後に清朝に降伏した。
- 秦良玉 - 明の軍人。中国正史に列伝を持っている唯一の女性武将でもある。
- 李自成 - 大順の皇帝。農民反乱軍を率いて北京を陥落させ、明を滅ぼした。
- 呉三桂 - 明、清の将軍。山海関を守備していたが、清に帰順して関内へ引き込む。後に三藩の乱を起こして敗れる。

## 1700年 - 1914年
- マールバラ公ジョン・チャーチル - イギリスの軍人。スペイン継承戦争のイギリス軍を指揮。ブレンハイムの戦いでフランス軍を破った。
- サヴォイア公子オイゲン（プリンツ・オイゲン） - オーストリアの軍人。スペイン継承戦争でオーストリア軍を指揮。マールバラ公とともにブレンハイムの戦いで勝利した。
- カール12世 - スウェーデン王。大北方戦争におけるナルヴァの戦いでロシア軍を、フラウシュタットの戦いでザクセン＝ポーランドを破った。「北方のアレクサンドロス」と称された。
- マグヌス・ステンボック - スウェーデンの軍人。大北方戦争に従軍し、戦争後半の劣勢になったスウェーデン軍を支えた。
- ピョートル1世 - ロシア皇帝。大北方戦争におけるポルタヴァの戦いでスウェーデン軍を破る。大北方戦争に勝利して、インペラートル（皇帝）を称し、大帝と称えられる。
- モーリス・ド・サックス（ザクセン伯モーリッツ） - フランスの軍人。フォントノワの戦いでイギリス・オランダ連合軍を破った。
- フリードリヒ2世 - プロイセン王。オーストリア継承戦争、七年戦争を引き起こした。
- レオポルト・フォン・ダウン - オーストリアの軍人。七年戦争でフリードリヒ大王の率いるプロイセン軍と戦った。
- アレクサンドル・スヴォーロフ - ロシアの軍人。七年戦争、露土戦争、ポーランド分割、フランス革命戦争において活躍。軍事史上まれな生涯無敗を誇り、大元帥と呼ばれる。史上二人目のアルプス山脈越えに成功した。
- ジョージ・ワシントン - アメリカ合衆国初代大統領。アメリカ独立戦争を指揮し、独立を勝ち取った。
- ナポレオン・ボナパルト - フランス皇帝。フランス革命戦争で功を挙げ、軍人から皇帝にまで成り上がった。さらにナポレオン戦争を起こし、巧みな戦略的機動を以てヨーロッパを席巻した。三兵戦術を重視し、国民軍の創設といった近代的戦術の基礎を築いた。
- ルイ＝ニコラ・ダヴー - フランスの軍人。イエナ・アウエルシュタットの戦いで2倍のプロイセン軍を破った。アウステルリッツやロシア遠征などでも有能さを発揮。常に連戦連勝であったことから「不敗のダヴー」と恐れられた。
- ジャン・ランヌ - フランスの軍人。マレンゴの戦い、アウステルリッツの戦いで活躍した。
- ミシェル・ネイ - フランスの軍人。ナポレオン戦争の諸戦役で活躍した。
- アンドレ・マッセナ - フランスの軍人。第二次チューリッヒの戦いでロシア・オーストリア連合軍を破った。
- ニコラ＝ジャン・ド・デュ・スールト - フランスの軍人。フランス史上6人しかいない「大元帥」の一人。アウステルリッツでフランスを勝利に導いた一人。
- ルイ＝ガブリエル・スーシェ - フランスの軍人。スペイン戦役で奮闘する。
- ジャン＝バティスト・ジュール・ベルナドット - フランスの軍人。スウェーデン王太子となり、ナポレオンに反旗を翻した。解放戦争などの総指揮を執り、ナポレオン戦争の勝利を導き、デンマーク＝ノルウェーを破ってスウェーデン＝ノルウェー王となった。
- 初代ウェリントン公爵アーサー・ウェルズリー - イギリスの軍人。半島戦争を指導してフランス軍を弱体化させ、ワーテルローの戦いでナポレオンを破った。
- 初代ネルソン子爵ホレーショ・ネルソン - イギリスの軍人。ナイルの海戦、トラファルガーの海戦でフランス海軍を破り、イギリスの制海権を確立した。
- テシェン大公カール - オーストリアの軍人。ナポレオン戦争中のオーストリア軍を指揮した。
- ゲプハルト・レベレヒト・フォン・ブリュッヘル - プロイセンの軍人。ナポレオン戦争終盤でプロイセン軍を指揮し、ナポレオンを退位へ追い込んだ。
- ゲルハルト・フォン・シャルンホルスト - プロイセンの軍人。参謀本部制度の基礎を作り、その後のプロイセンの興隆に貢献した。
- アウグスト・フォン・グナイゼナウ - プロイセンの軍人。参謀本部長としてナポレオン戦争終盤の作戦立案に携わった。
- ミハイル・イラリオーノヴィチ・クトゥーゾフ - ロシアの軍人。ロシア戦役に際し、焦土作戦でフランス軍の消耗を誘った。
- シモン・ボリバル - 南米大陸のアンデス5ヵ国をスペインから独立に導き、統一したコロンビア共和国を打ちたてようとした革命家、軍人、政治家、思想家である。
- マヌエラ・サエンス - Manuela Sáenz。ボリバルの恋人。彼女はシモン・ボリバルと彼の兵士たちと共に戦場に赴いた。
- エミリア・プラテル - ポーランド・リトアニアの革命家、軍人。1830年 - 1831年の11月蜂起でロシア帝国に反旗を翻した。
- 林則徐 - 清の欽差大臣。阿片戦争でイギリス軍と戦った。
- 曽国藩 - 清の欽差大臣。湘軍を組織して太平天国の乱を鎮圧した。
- 左宗棠 - 清の欽差大臣。太平天国の乱を鎮圧した。
- 大モルトケ - プロイセンの軍人。参謀本部総長として普墺戦争、普仏戦争の作戦指導にあたった。
- ジュゼッペ・ガリバルディ - イタリアの軍人。赤シャツ隊を率いて、リソルジメントに多大な貢献をした。
- 西郷隆盛 - 幕末、明治時代の軍人、政治家。戊辰戦争で幕府軍の打倒に貢献。その後、西南戦争を起こして敗死した。
- 大村益次郎 - 幕末、明治時代の軍人。幕長戦争で幕府軍を撃退。上野戦争でも幕府軍を破った。
- 伊地知正治 - 幕末、明治時代の軍人。禁門の変で長州軍を撃退。戊辰戦争では会津平定に大きく貢献した。
- 山縣有朋 - 幕末、明治時代の軍人。第3代、第9代内閣総理大臣。戊辰戦争では参謀として北陸、会津平定に貢献した。
- ユリシーズ・S・グラント - アメリカの軍人。第18代大統領。南北戦争中盤以降の北軍を指揮した。
- ウィリアム・シャーマン - アメリカの軍人。南北戦争では北軍に所属。大西洋岸への進軍と焦土化によって、南軍の兵站を破壊した。
- ロバート・E・リー - アメリカ連合国の軍人。南北戦争中盤以降の南軍を指揮した。
- トーマス・ジャクソン - アメリカ連合国の軍人。リーの右腕として活躍した。ストーンウォール・ジャクソンの異名を取った。
- 伊東祐亨 - 明治時代の軍人。日清戦争で連合艦隊司令長官。日露戦争で大本営海軍幕僚長。
- 大山巌 - 明治時代の軍人。日露戦争では陸軍総司令官となり戦争を指導した。
- 山本権兵衛 - 明治時代の軍人。第16代、第22代内閣総理大臣。日本海軍の創設に携わり、日清戦争、日露戦争を支援した。
- 秋山好古 - 明治時代の軍人。沙河会戦、黒溝台会戦、奉天会戦で騎兵を率いて活躍した。
- 黒木為楨 - 明治時代の軍人。第1軍司令官として奉天会戦の勝利に貢献した。
- 立見尚文 - 幕末、明治時代の軍人。戊辰戦争で転戦し新政府軍を潰走させ、日露戦争では黒溝台会戦で活躍。
- 乃木希典 - 明治時代の軍人。日露戦争の旅順攻囲戦で勝利した。
- 児玉源太郎 - 明治時代の軍人。参謀本部次長として日露戦争の作戦指導に携わった。
- 野津道貫 - 明治時代の軍人。日露戦争の第四軍司令官として奉天会戦の勝利に貢献した。
- 奥保鞏 - 明治時代の軍人。日露戦争の第二軍司令官として奉天会戦の勝利に貢献した。のちに参謀総長。
- 東郷平八郎 - 明治時代の提督。日本海海戦で連合艦隊を率い、バルチック艦隊を破った。
- 秋山真之 - 明治時代の軍人。作戦参謀として日本海海戦の作戦立案に携わった。
- アナトーリイ・ステッセリ - ロシアの軍人。旅順攻囲戦でロシア軍の指揮を執った。

## 第一次世界大戦（1914年 - 1918年）
- パウル・フォン・ヒンデンブルク - ドイツの軍人。ヴァイマル共和国大統領。タンネンベルクの戦いでロシア軍を破った。
- エーリヒ・ルーデンドルフ - ドイツの軍人。マックス・ホフマンとともにタンネンベルクの戦いの作戦を立案し、勝利に貢献する。
- マックス・ホフマン - ドイツの軍人。エーリヒ・ルーデンデルフと共にタンネンベルクの戦いで作戦を立案し、勝利に貢献する。
- アウグスト・フォン・マッケンゼン - ドイツの軍人。タンネンベルクの戦いで活躍。その後バルカン戦線においてハンス・フォン・ゼークトと共に指揮を執りその大半を制圧した。
- ハンス・フォン・ゼークト - ドイツの軍人。アウグスト・フォン・マッケンゼンの参謀長などを務め東部戦線で活躍し、戦後のドイツ軍のトップになりその再建に尽力した。
- オスカー・フォン・フーチェル - ドイツの軍人。浸透戦術の生みの親として知られる。まず最初に東部戦線、次いで末期の西部戦線でその戦術を成功させた。
- オットー・フォン・ベロウ - ドイツの軍人。カポレットの戦いでイタリア軍相手に大勝利を収めた。
- ゲオルク・ブルフミュラー - 浸透戦術に必要な画期的な砲撃戦術を産み出し突破ミュラーと呼ばれた。
- ラインハルト・シェア - ドイツの軍人。ユトランド沖海戦でドイツ艦隊の指揮をとった。
- ジョン・パーシング - アメリカの軍人。ヨーロッパ派遣軍の総司令官として指揮する。
- ジョン・ラスワース・ジェリコー - イギリスの軍人。ユトランド沖海戦でイギリス艦隊の指揮を執った。
- トーマス・エドワード・ロレンス - イギリスの軍人。オスマン帝国に対するアラブ反乱を指導した。
- アレクセイ・ブルシーロフ - ロシア帝国・ソビエト連邦の軍人。ブルシーロフ攻勢として知られる大規模な攻勢を指揮。その後臨時政府におけるロシア軍最高司令官に就任。ロシア革命後は赤軍の軍事顧問に就任。
- ヘルマン・ケーヴェス - オーストリア＝ハンガリー帝国の軍人。バルカン戦線、イタリア戦線、東部戦線を指揮。皇帝退位後は国防総司令官に任命される。

## 戦間期（1918年 - 1940年）
- ケマル・アタテュルク - トルコの軍人。初代大統領。ガリポリの戦いでイギリス軍を撃破。その後、革命を指導してトルコ共和国を建国した。
- イスメト・イノニュ - トルコの軍人。第一次世界大戦で活躍。その後希土戦争において二度のイノニュの戦いで勝利を収めた。戦後首相、さらに二代目の大統領に就任。
- フェヴズィ・チャクマク - トルコの軍人。第一次世界大戦で活躍しオスマン帝国末期の参謀総長・軍事大臣に就任。その後革命においてイスメト・イノニュが敗北した後軍の指揮を引き継いでケマル・アタテュルクの右腕としてサカリヤ川の戦い、ドゥムルプナルの戦いを指揮。戦後は長期間に渡り参謀総長を務める。
- レフ・トロツキー  - ソビエト連邦の軍人。ロシア内戦期に赤軍を指揮した。
- ミハイル・トゥハチェフスキー - ソビエト連邦の軍人。その後のソ連軍の基礎を作った。
- ミハイル・フルンゼ  - ソビエト連邦の軍人。ロシア内戦期に赤軍を指揮した。
- セルゲイ・カーメネフ - ソビエト連邦の軍人。ロシア内戦初期の1918年9月から1919年7月まで、東部戦線を指揮し、コルチャーク軍と戦った。1919年7月から1924年4月まで共和国軍総司令官を務めた。1922年にはトルキスタン戦線を直接指揮し、エンヴェル・パシャとバスマチ勢力を撃退した。
- セミョーン・ブジョーンヌイ - ソビエト連邦の軍人。ロシア内戦において騎兵部隊を率いて戦った。
- ユゼフ・ピウスツキ - ポーランドの軍人。ポーランド・ソビエト戦争を勝利に導きポーランドの独立に多大な功績を残す。戦後はポーランドの国家元首に就任。
- マリア・ヴィッテク - ポーランドの軍人。ウクライナ・ポーランド戦争で女性志願兵軍団の一員としてボリシェビキと戦う。また、ポーランド侵攻作戦に際して女性軍事支援大隊の指揮官を勤める。その後ワルシャワ蜂起にも参加した。
- 石原莞爾 - 日本の軍人。関東軍作戦主任参謀として満州事変を主導した。最終戦争論を記した事でも知られる。
- シモン・ペトリューラ - ウクライナ人民共和国の軍事担当官。同国軍を指揮した。
- イェヴヘーン・コノヴァーレツィ - ウクライナ人民共和国軍の精鋭部隊シーチ銃兵隊の指揮官。ソ連やポーランドに対するウクライナ独立のための武力闘争を指揮した。
- ラーヴル・コルニーロフ - ロシア内戦における白軍（白衛軍）のカリスマ的司令官。
- ミハイル・アレクセーエフ - 白軍の司令官。
- アレクサンドル・コルチャーク - 白軍の総司令官。ソビエト勢力に捉えられて刑死するまで、白軍政府の主席であった。
- アントーン・デニーキン - 義勇軍、南ロシア軍の司令官。指揮する軍隊は「デニーキン軍」と呼ばれ、ウクライナ軍、ソビエト赤軍に恐れられた。
- ピョートル・ヴラーンゲリ - 南ロシア軍、ロシア軍の司令官。

## 第二次世界大戦（1940年 - 1945年）
- ハインツ・グデーリアン - ドイツ陸軍上級大将。電撃戦の概念を確立し、ポーランド侵攻、フランス侵攻で勝利した。
- ヘルマン・ゲーリング - ドイツ空軍国家元帥。空軍総司令官。
- カール・デーニッツ - ドイツの軍人。海軍潜水艦隊司令官、のち海軍司令官。最終的に首相となり戦争を終結させた。
- エルヴィン・ロンメル - ドイツ陸軍元帥。二次大戦の初頭の電撃戦、ドイツアフリカ軍団 (DAK) を率いて北アフリカ戦線で活躍したが、エル・アラメインの戦いで敗北した。
- エーリッヒ・フォン・マンシュタイン - ドイツの軍人。セヴァストポリ包囲戦を指揮して勝利、第三次ハリコフ攻防戦でも勝利した。
- アルベルト・ケッセルリンク - ドイツの軍人。バトル・オブ・ブリテンを指揮。次いでイタリア戦線で連合軍の進撃を阻止した。
- ヴァルター・モーデル - ドイツの軍人。独ソ戦において防御戦闘を指揮。次いで西武戦線を指揮し連合軍のマーケット・ガーデン作戦を食い止めた。
- ゴットハルト・ハインリツィ - ドイツの軍人。独ソ戦においてソ連軍を相手に見事な防御戦術を確立したことから、傑出した機甲部隊指揮官、防御戦のエキスパートとして知られるようになる。敗戦間際のベルリン防衛最終ラインにおけるゼーロウ高地の戦いにおいてソ連軍に多大な損害を与えた。
- 山本五十六 - 日本海軍大将。連合艦隊司令長官として真珠湾攻撃の作戦を立案した。
- 南雲忠一 - 日本海軍大将。真珠湾攻撃を指揮した。ミッドウェー海戦では敗れる。
- 米内光政 - 日本海軍大将、政治家。海軍大臣として終戦工作に尽力した。
- 井上成美 - 日本海軍大将。米内光政とともに終戦工作に尽力した。
- 小沢治三郎 - 日本海軍中将。航空戦力に早くから注目、マレー沖海戦で航空隊によりイギリス海軍を破る。世界最初の機動部隊を創設。マリアナ沖海戦では敗れる。最後の連合艦隊司令長官として終戦を迎えた。
- 栗林忠道 - 日本陸軍大将。硫黄島の戦いを指揮した。
- 山口多聞 - 日本海軍中将。航空戦力の意義をよく理解していたが用いられず、ミッドウェー海戦で第二航空戦隊を率い戦死した。
- 大西瀧治郎 - 日本海軍大将。戦争末期、神風特攻隊を編成した。
- 山下奉文 - 日本陸軍大将。マレー半島での作戦を指揮し、シンガポールの戦いで勝利した。
- 今村均 - 日本陸軍大将。ジャワ島攻略作戦を指揮した。
- 辻政信 - 日本の軍人。東部ニューギニアの戦い、ガダルカナル島の戦いなどに関与した。
- 牟田口廉也 - 日本陸軍中将。インパール作戦を指揮し、大敗した。
- 牛島満 - 日本陸軍大将。沖縄戦を指揮した。
- 畑俊六-日本陸軍元帥大将。支那派遣軍総司令官として大陸打通作戦を指揮した。
- チェスター・ニミッツ - アメリカ海軍元帥。太平洋艦隊司令長官として太平洋方面の作戦の指揮を執った。
- ジョージ・C・マーシャル - アメリカ陸軍元帥。陸軍参謀総長として戦争を指導した。
- ドワイト・D・アイゼンハワー - アメリカ陸軍元帥。第34代大統領。ヨーロッパ方面の連合国軍の実質的な総司令官として戦争を指揮した。
- ヘンリー・アーノルド - アメリカの軍人。陸軍航空軍司令官として、航空作戦の指揮をとった。
- ジョージ・パットン - アメリカ陸軍大将。積極的な攻勢によってドイツを降伏へ追い込んだ。
- ダグラス・マッカーサー - アメリカ陸軍元帥。GHQ総司令官。
- レイモンド・スプルーアンス - アメリカ海軍大将。ミッドウェー海戦、マリアナ沖海戦で日本の連合艦隊を破った。
- カーチス・ルメイ - アメリカ陸軍少将。戦略爆撃の専門家、東京大空襲を初めとする日本の焦土化作戦の立案者。
- ルイス・マウントバッテン - イギリス海軍元帥。東南アジア地域連合軍総司令官。最後のインドの総督。
- バーナード・モントゴメリー - イギリス陸軍元帥。エル・アラメインの戦いでロンメルを破った。
- シャルル・ド・ゴール - フランス陸軍准将。大統領。自由フランスを率い、ドイツに対して抗戦を呼びかけ続けた。
- アンリ・ジロー - フランス陸軍大将。北アフリカにおけるフランス軍の最高司令官。
- ヒュー・ダウディング - イギリス空軍大将。イギリス空軍戦闘機軍団司令官としてバトルオブブリテンを指揮。制空権を維持し、アシカ作戦実行を阻止した。
- ゲオルギー・ジューコフ - ソビエト連邦の軍人。ノモンハン事件で日本軍を撃破。大戦中は総司令官として対ドイツ戦を指揮した。
- カール・グスタフ・エミール・マンネルヘイム - フィンランドの軍人。第6代大統領。冬戦争、継続戦争を指揮した。第一次世界大戦期のフィンランド内戦で白衛軍の勝利を導いたフィンランドの英雄。
- ジョヴァンニ・メッセ - イタリア王国の軍人。第二次エチオピア戦争、アルバニア侵攻、ギリシャ・イタリア戦争に参加。その後イタリア・ロシア派遣軍総指揮官に任命され活躍。さらにエルヴィン・ロンメルが去った後のアフリカ遠征軍を指揮し連合軍相手に多大な損害を与え、降伏後はイタリア最後の元帥に任命された。
- スタニスワフ・マチェク - ポーランドの軍人。ドイツによるポーランド侵攻後、亡命し続けながら第1ポーランド戦車師団を編成しドイツ軍と戦った。
- 毛沢東 - 中国共産党の主席（党首）。中国人民解放軍を率いて日中戦争でゲリラ戦を展開。その後、中国国民党軍を排除して中華人民共和国を建国した。
- 朱徳 - 中国の軍人。日中戦争では八路軍の総指揮官としてゲリラ戦を展開した。
- 林彪 - 中国の軍人。平型関の戦いで日本軍を破った。
- 蔣介石 - 中国国民革命軍特級上将、初代中華民国総統、中国国民党総裁。
- 何応欽 - 中国国民革命軍一級上将。軍政部長を務めた。
- 陳誠 - 中国国民革命軍一級上将。湖北省政府主席。
- 衛立煌 - 中国国民革命軍一級上将。雲南遠征軍指揮官としてビルマの戦いを指揮した。
- 薛岳 - 中国国民革命軍一級上将。湖南省政府主席として3度の長沙会戦で日本軍を湖南省から撃退することに成功している。

## 冷戦（1945年 - 1989年）
- マシュー・リッジウェイ - アメリカの軍人。朝鮮戦争で国連軍を指揮し、戦線を立て直した。
- 金日成 - 朝鮮民主主義人民共和国の軍人、政治家。抗日パルチザン、朝鮮戦争を指揮した。
- 崔庸健 - 朝鮮民主主義人民共和国の軍人、政治家。抗日パルチザン、朝鮮戦争を指揮した。初代朝鮮人民軍の最高司令官。
- 丁一権 - 大韓民国の軍人。朝鮮戦争序盤の韓国軍を指揮し、北朝鮮軍の攻勢に耐えた。
- 白善燁 - 大韓民国の軍人、政治家。朝鮮戦争で活躍し、韓国軍初の大将となった。
- 彭徳懐 - 中国の軍人。日中戦争・国共内戦を指揮し、朝鮮戦争時は中国人民志願軍の司令官。
- ウィリアム・ウェストモーランド - アメリカの軍人。ベトナム戦争を指揮した。
- ヴォー・グエン・ザップ - ベトナムの軍人。第一次インドシナ戦争、ベトナム戦争を指揮。ディエンビエンフーの戦いでフランス軍を破った。
- フィデル・カストロ - キューバの元首。チェ・ゲバラとともにキューバ革命を指導した。
- チェ・ゲバラ - フィデル・カストロとともにキューバ革命を指導した。後にキューバを離れボリビアで戦死した。
- モーシェ・ダヤン - イスラエルの軍人、政治家。中東戦争を指揮した。
- アリエル・シャロン - イスラエルの軍人。第11代首相。中東戦争で功績を立てた。

## 現代（1989年 - ）
- コリン・パウエル - アメリカの軍人、政治家。統合参謀本部議長として湾岸戦争を指導した。
- ノーマン・シュワルツコフ - アメリカの軍人。多国籍軍の総司令官として湾岸戦争を指揮した。
- リチャード・マイヤーズ - アメリカの軍人。統合参謀本部議長としてイラク戦争を指導した。
- ヴァレリー・ザルジニー - ウクライナの軍人。ウクライナ軍総司令官として2022年ロシアのウクライナ侵攻に対する防衛を指揮した。